# Posse (Goiás)
Posse é um município brasileiro do estado de Goiás, situado no nordeste goiano.
Situada na divisa com o estado da Bahia, é conhecida por Rainha do Nordeste Goiano por ser o principal centro da região do Nordeste Goiano.

## História
O surgimento do município de Posse se deve à chegada dos imigrantes nordestinos que fugiam da seca e da política, além disso, procuravam terras férteis para poderem cultivar e estabelecer vínculo com a região. Primeiramente, o povoado foi chamado de Buenos Aires, situado abaixo do rio Corrente com o rio Paraná. Outro povoado foi formado em decorrência de um surto de malária que fez com que os moradores partissem para a zona chapadeira. Uma residência e uma capela foram construídas por Nazário da Silva Ribeiro.
Em 1830, os habitantes tomaram posse de faixas de terras à margem do córrego Passagem dos Gerais, a partir desses acontecimentos surge o que seria o atual nome da cidade: Posse. O Distrito é criado com a denominação de Nossa Senhora Santana da Posse pela Lei ou Resolução Provincial n.º 11, de 24 de novembro de 1855, no município de São Domingos. Elevado à categoria de vila com a denominação de Nossa Senhora Santana da Posse, pela Lei ou Resolução Provincial n.º 485, de 19 de julho de 1872, desmembrado de São Domingos e instalado em 20 de julho de 1874.
Entre os anos de 1957 e o final da década de 1970, o desenvolvimento da cidade foi impulsionado com a inauguração da cidade de Brasília e da Rodovia Brasília-Fortaleza, que passa pelo município.

## Geografia

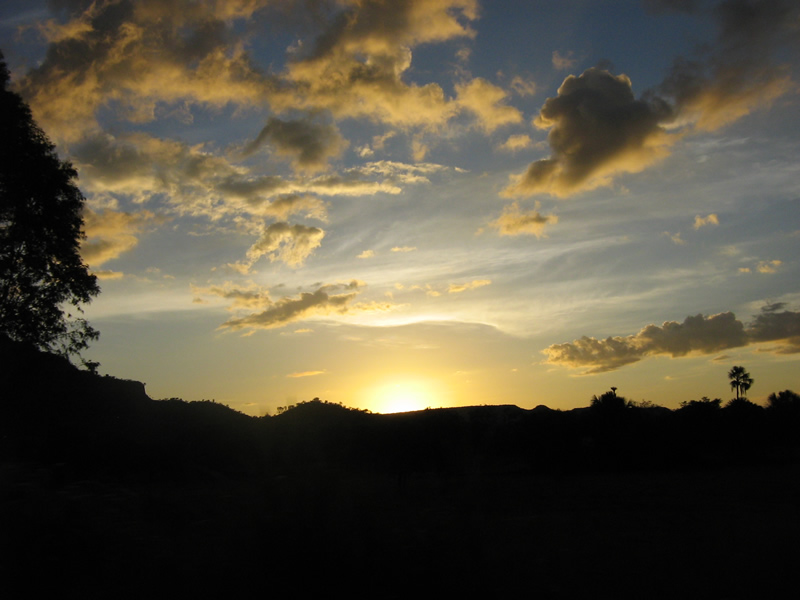
Nascer do sol no município.

O município de Posse localiza-se à latitude 14°05'34" sul e à longitude 46°22'08" oeste, estando à altitude de 811 metros, sendo uma das cidades de maior altitude no Brasil. Ocupa uma área total de 2 070,544 km² (726º lugar no Brasil), representando quase 5% do total do estado.
Localiza-se na porção nordeste do estado de Goiás, divisa com o estado da Bahia. Situa-se na Região Geográfica Intermediária de Luziânia-Águas Lindas de Goiás e Região Geográfica Imediata de Posse-Campos Belos.  Seu território tem como limites as cidades de Simolândia , Alvorada do Norte, Iaciara , Guarani de Goiás e Correntina (esta última em território baiano). Está distante 312 km de Brasília, capital federal, e a 513 km de Goiânia, capital estadual, ligando-se a ambas pela BR-020. A cidade fica a cerca de 24 km da divisa com a Bahia.
Posse está restrita à zona chapadeira, que é constituída na sua maioria de terreno arenoso, sobretudo nas proximidades da Serra Geral, na parte alta dos gerais. O município é formado de duas zonas distintas, a parte baixa do vale do Paranã e a parte da zona dos gerais. São nitidamente separadas pela serra do Paranã que, vindo da direção de Sítio d’Abadia, atravessa o município de Posse de sul a norte, seguindo paralela à Serra Geral e formando um contraforte ou um grande salto para atingir o altiplano da linha divisória com o estado da Bahia.
Predominam na zona geralista terras áridas, taboleiros cobertos por uma macega rala, dura, agreste, formada de uma vegetação raquítica. No cerrado que se encontram espécies de árvores frutíferas em grande quantidade (pequizeiros, mangabeiras, cajueiros), além de uma grande variedade de plantas medicinais. Na hidrografia, passam pelo município os rios Sucuri, Extrema e Passagem, afluentes do Rio Prata, além dos rios Água Quente, Macambira, Piracanjuba e Bezerra, afluentes do Rio Corrente.
Segundo dados do Instituto Nacional de Meteorologia (INMET), desde novembro de 1975 a menor temperatura registrada em Posse foi de 10,8 °C em 19 de maio de 2022; até essa data, o recorde era de 11,2 °C em 4 de agosto de 1980. Por outro lado, a maior temperatura da série histórica ocorreu em 8 de outubro de 2020, quando a máxima atingiu 39,3 °C. O maior acumulado de precipitação em 24 horas foi de 174 mm em 10 de abril de 1994. Outros acumulados iguais ou superiores a 100 mm foram: 136 mm em 23 de fevereiro de 1985, 132,4 mm em 15 de novembro de 2012, 126,1 mm em 7 de janeiro de 2012, 100,6 mm em 21 de dezembro de 2021, 100,5 mm em 5 de dezembro de 1988 e 100 mm em 24 de fevereiro de 1999. Dezembro de 2021 é o mês mais chuvoso da série histórica, com 591,1 mm, superando os 585,2 mm registrados em dezembro de 1989.
| Dados climatológicos para Posse | Dados climatológicos para Posse | Dados climatológicos para Posse | Dados climatológicos para Posse | Dados climatológicos para Posse | Dados climatológicos para Posse | Dados climatológicos para Posse | Dados climatológicos para Posse | Dados climatológicos para Posse | Dados climatológicos para Posse | Dados climatológicos para Posse | Dados climatológicos para Posse | Dados climatológicos para Posse | Dados climatológicos para Posse |
| Mês | Jan                             | Fev                             | Mar                             | Abr                             | Mai                             | Jun                             | Jul                             | Ago                             | Set                             | Out                             | Nov                             | Dez                             | Ano                             |
| --- | ------------------------------- | ------------------------------- | ------------------------------- | ------------------------------- | ------------------------------- | ------------------------------- | ------------------------------- | ------------------------------- | ------------------------------- | ------------------------------- | ------------------------------- | ------------------------------- | ------------------------------- |
| Temperatura máxima recorde (°C) | 36,8                            | 35,5                            | 35,1                            | 35,8                            | 34,5                            | 33,1                            | 35                              | 35,9                            | 38,4                            | 39,3                            | 38,3                            | 37,1                            | 39,3                            |
| Temperatura máxima média (°C) | 29,7                            | 29,7                            | 29,7                            | 30                              | 29,7                            | 29                              | 29                              | 30,6                            | 32,5                            | 32,4                            | 29,9                            | 29,6                            | 30,2                            |
| Temperatura média compensada (°C) | 24,3                            | 24,3                            | 24,3                            | 24,5                            | 23,9                            | 22,9                            | 22,7                            | 24,2                            | 26,2                            | 26,4                            | 24,5                            | 24,4                            | 24,4                            |
| Temperatura mínima média (°C) | 20,4                            | 20,4                            | 20,5                            | 20,5                            | 19,5                            | 18,3                            | 17,8                            | 18,9                            | 20,9                            | 21,6                            | 20,6                            | 20,5                            | 20                              |
| Temperatura mínima recorde (°C) | 16,1                            | 17                              | 17,6                            | 12,4                            | 10,8                            | 11,8                            | 11,9                            | 11,2                            | 13,6                            | 15,4                            | 15,6                            | 15,7                            | 10,8                            |
| Precipitação (mm) | 199,7                           | 192,1                           | 226,7                           | 121,2                           | 28,4                            | 1,8                             | 0,3                             | 4,6                             | 13,2                            | 99,7                            | 220,8                           | 237                             | 1 345,5                         |
| Dias com precipitação (≥ 1 mm) | 15                              | 14                              | 15                              | 9                               | 3                               | 0                               | 0                               | 0                               | 2                               | 8                               | 15                              | 16                              | 97                              |
| Umidade relativa compensada (%) | 73,6                            | 74,4                            | 75                              | 69,5                            | 61,4                            | 55,2                            | 50,2                            | 44,9                            | 44,4                            | 54,9                            | 71,2                            | 73,6                            | 62,4                            |
| Insolação (h) | 175,1                           | 169,2                           | 181,6                           | 214,3                           | 249,3                           | 253,3                           | 272,8                           | 283,7                           | 233,4                           | 200                             | 151                             | 145,3                           | 2 529                           |
| Fonte: Instituto Nacional de Meteorologia (INMET) (normal climatológica de 1991-2020; horas de sol: 1981-2010; recordes de temperatura: 01/11/1975-presente) |                                 |                                 |                                 |                                 |                                 |                                 |                                 |                                 |                                 |                                 |                                 |                                 |                                 |

## Demografia
Sua população no censo demográfico de 2010 era de 31 419 habitantes, segundo o Instituto Brasileiro de Geografia e Estatística, sendo então o 33º mais populoso do estado e o maior de sua região.
Já sua população conforme estimativas do IBGE de 2018 eram de 36 375 habitantes.

## Política
De acordo com o TRE-GO (Tribunal Regional Eleitoral), o município possuía em 2018 cerca de 22.220 eleitores. A cidade tambem elegeu na ultima eleição (2018) o primeiro Deputado Estadual da região " Paulo Trabalho ", um marco histórico para o município.
Os símbolos do município de Posse são a bandeira, o brasão e o hino.
O atual prefeito de Posse é Dr. Hélder Bomfim, filiado ao Solidariedade (SD), que cumpre seu mandato como prefeito desde 1 de janeiro de 2021.
A Câmara de Vereadores de Posse tem 13 vereadores, que cumprem seus mandatos desde 1º de janeiro de 2017.
No judiciário Posse é uma comarca da Justiça Estadual e conta com o Fórum de Posse, de Entrância Intermediária.
O Fórum possui 4 varas: 1°Cível, 2°Cível, Centro Judiciário de Solução de Conflitos e Cidadania (Cejusc) e Plantão Judiciário de 1º Grau.

## Economia
Posse possui o 60º maior Produto interno bruto (PIB) dentre os municípios goianos sendo superado por outros 59 municípios, estando caracterizada também como a 1352ª maior economia do Brasil. Segundo dados do IBGE, em 2016 seu Produto Interno Bruto foi de R$ 463 367 500,00 e o PIB per capita era de R$ 13 190,83 mil, o 207º maior do estado.
No município há uma unidade da Câmera de Dirigente Lojistas (CDL), que monitora um total de 1.132 estabelecimentos empresariais, segundo o Cadastro Geral de Empregados e Desempregados (CAGED).
A economia de Posse vem crescendo com passar dos anos, principalmente pela localização geográfica, fazendo divisa com o estado da Bahia. Com desbravamento do cerrado pelos pioneiros em busca de terras mais baratas e planas para produção de grãos, como soja, milho, algodão, arroz, caju, mamão e criação de gado. Posse é uma cidade próxima desta fronteira e oferecia melhor estrutura comercial e bancaria.
Atualmente há crescimento da agricultura e pecuária, e conta com um comércio de bens e serviços fortes e competitivos, rigorosos e bastante desmistificados, suficientes para atender toda a demanda do produtor e pecuarista, sua população e região. Posse tem algumas indústrias ligadas a agropecuária.
Posse conta com uma grande estrutura de agências bancárias, supermercados, casas de peças, imobiliárias, casas de materiais de construção, gráficas, clinicas, farmácias, lojas de vestuários e calçados, lojas de eletrodomésticos, fabrica de móveis, transportadora, moves, revendas de veículos, revenda de motos, maquinas e implementos, produtos veterinários e agrícolas e outras empresas.
Do ponto de vista do turismo, destaque para  o Parque Estadual Terra Ronca, que tem objetivo de preservar a fauna, a flora, os mananciais e, em particular, as áreas de ocorrências de cavidades naturais subterrâneas e seu entorno, protegendo sítios naturais de relevância ecológica e reconhecida importância turística, assegurando e proporcionando oportunidades controladas para uso público, educação e pesquisa científica, como a "Terra Ronca" , caverna com a maior boca natural do Brasil.

## Infraestrutura
Posse é considerada cidade pólo de serviços na região Nordeste de Goiás, sendo um centro de zona A. Esse nível é formado no Brasil por cidades de menor porte e com atuação restrita à sua área imediata; exercem funções de gestão elementares. Posse é uma das 192 cidades no país com esta classificação.

### Educação

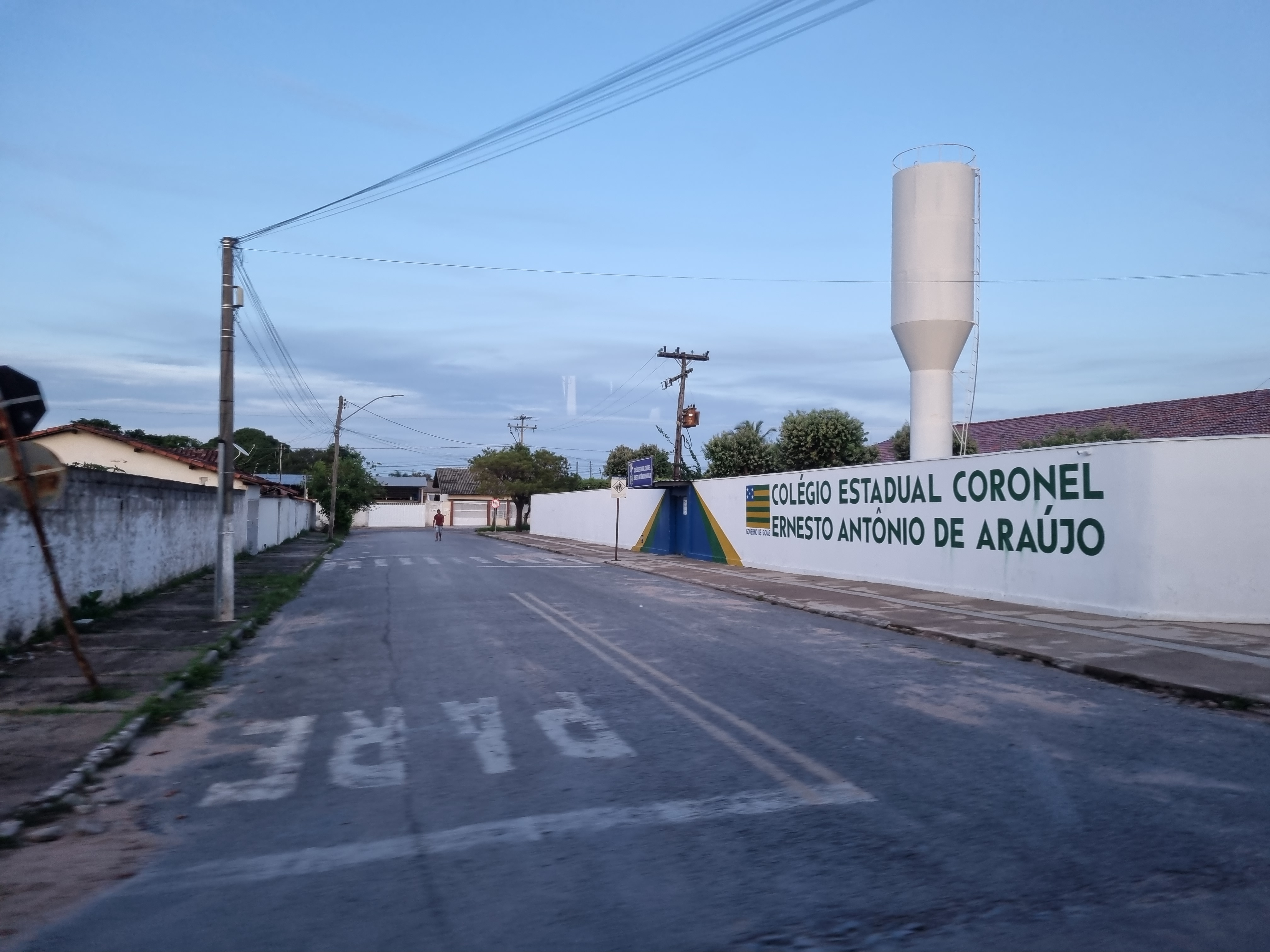
O Colégio Estadual Coronel Ernesto Antônio de Araújo é uma das unidades acadêmicas da cidade.

Posse conta com uma unidades da Universidade Estadual de Goiás (UEG) uma unidade da Faculdade Fael e o Instituto Federal Goiano, que atendem todos os estudantes da região e até de outros Estados.

### Segurança
Posse possui um BPM (Batalhão da Polícia Militar) (o 24º BPM), Corpo de Bombeiros Militar e Regional da Policia Civil.

### Transporte

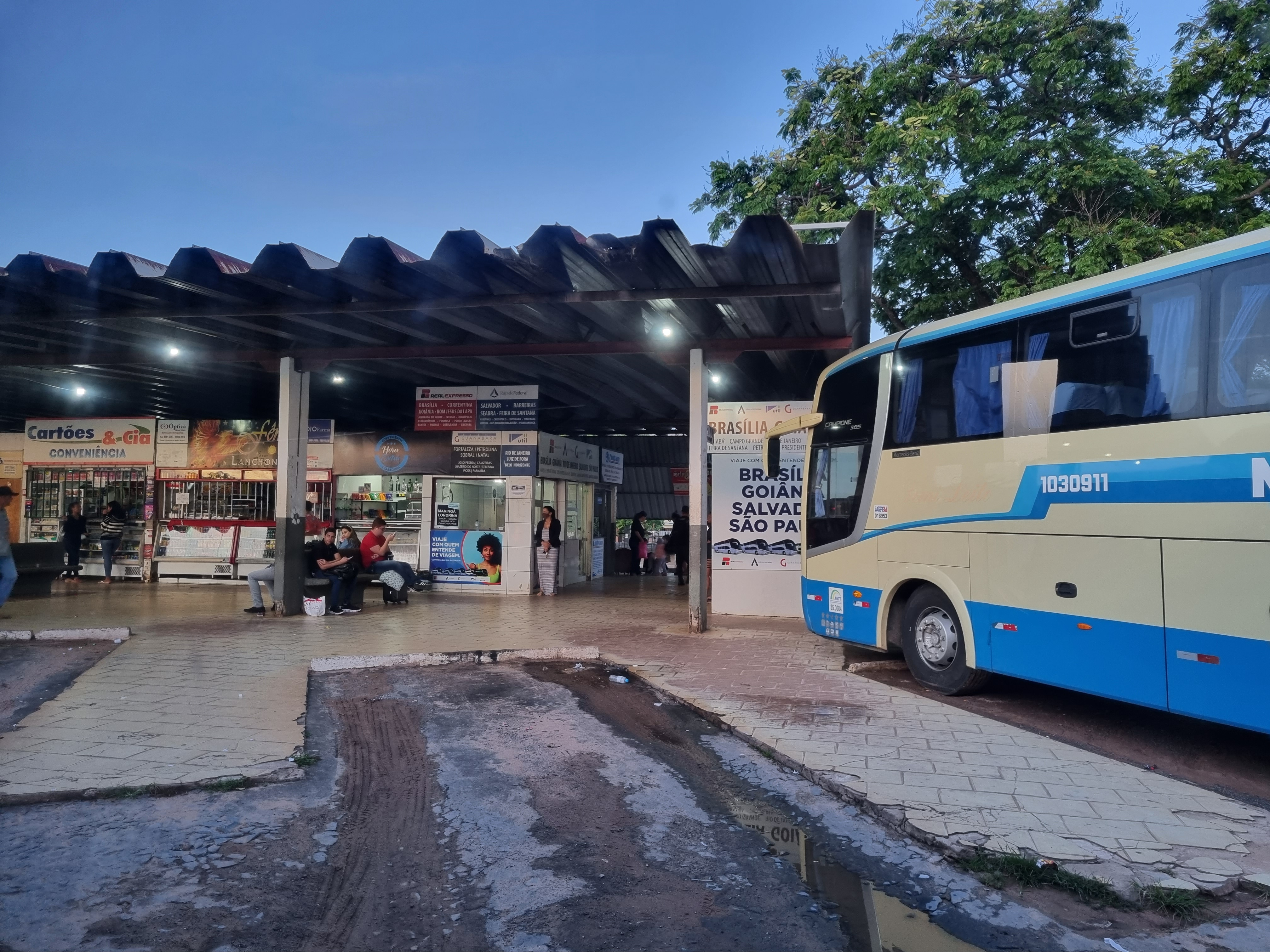
Rodoviária de Posse.

Posse é servida pelo seu aeroporto, com 1.500 metros de extensão, que atualmente está fora de serviço.
Posse está situada próximo da BR-020, a Rodovia Brasília-Fortaleza (cerca de 7 km) e seu acesso se dá pela GO-453 (Estrada Brasília). Outros acessos pela BR-020 se dão pela Rua Antônio Ferreira da Costa e Avenida Juscelino Kubischek de Oliveira, ambas as últimas ainda não asfaltadas. Na divisa com a Bahia, na mesma rodovia, há o Posto Rosário, que serve também como paradouro.
Na cidade há um terminal rodoviário com horário direto para Brasília, Goiânia, Luís Eduardo Magalhães, Barreiras e Salvador. O terminal é atendido pelas empresas Planalto, Reunidas, Guanabara, Real Expresso, Rápido Federal, Gontijo e Cantelle.

## Cultura

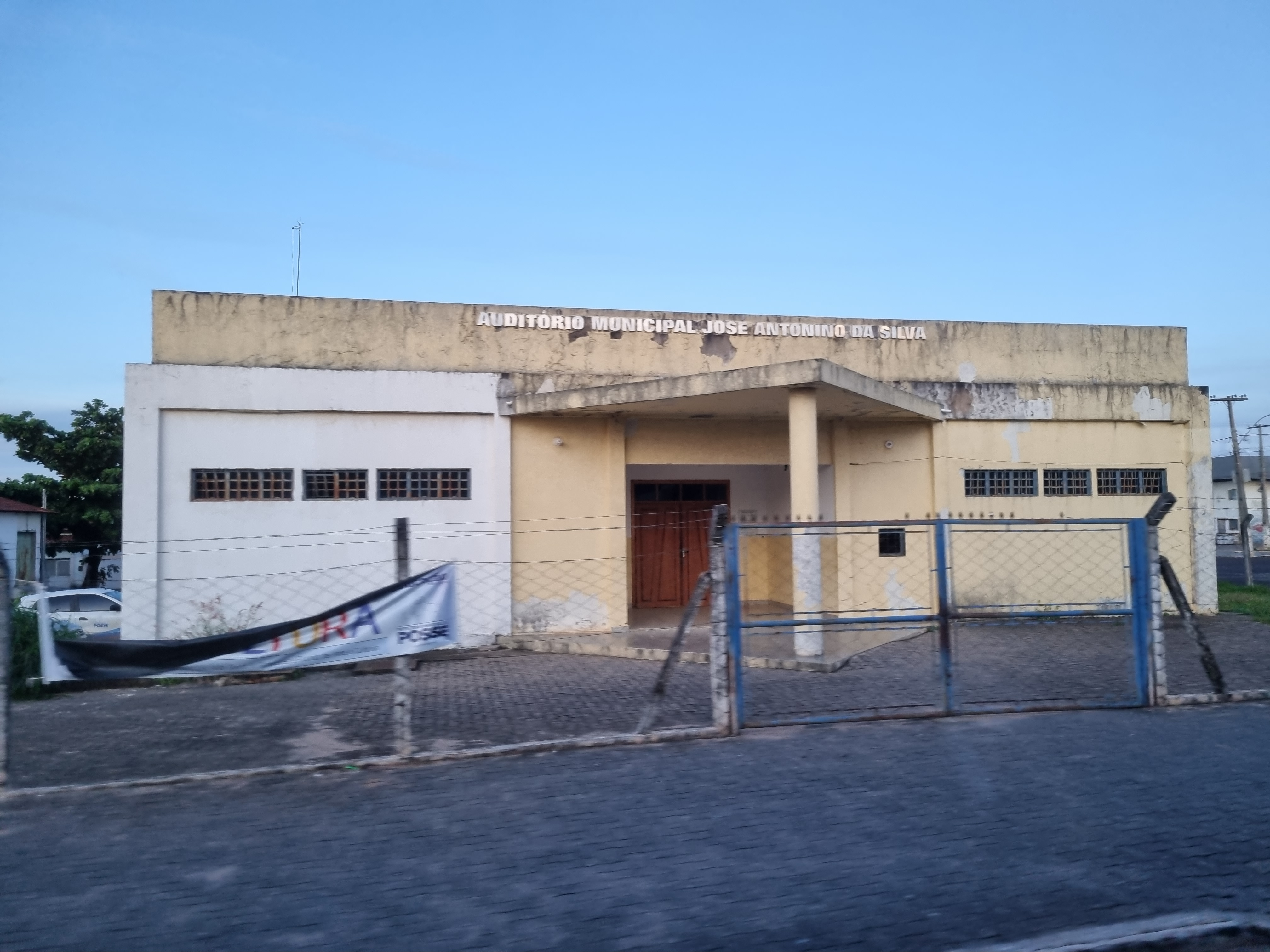
Auditório Municipal José Antonino da Silva.

A Secretaria Municipal de Educação e Cultura é o órgão da prefeitura responsável pela educação e pela área cultural do município de Posse, cabendo a ela organização de atividades e projetos culturais.

### Esporte
No ano de 2013 foi entregue a população a reforma do Estádio Serra das Araras, com capacidade para cerca de duas mil pessoas. O estádio possui área de 38 mil m².